# .vi
.vi – krajowa domena internetowa (ccTLD) przypisana Wyspom Dziewiczym Stanów Zjednoczonych, istniejąca od 1995 roku. Zarządza nią firma Virgin Islands Public Telecommunications System, Inc. z siedzibą w St. Thomas. Rejestracja odbywa się przez stronę secure.nic.vi .